# Jodoigne
Jodoigne (em valão: Djodogne, em neerlandês: Geldenaken) é uma cidade e um município da Bélgica localizado no distrito de Nivelles, província de Brabante Valão, região da Valônia.